# Paramimistena ovicollis
Paramimistena ovicollis là một loài bọ cánh cứng trong họ Cerambycidae.